# Imprenta Nacional de El Salvador
La Imprenta Nacional de El Salvador es la institución encargada de coordinar y ejecutar las acciones para la impresión y publicación del Diario Oficial de este país, en el cual se publican todos los documentos que ordena la Ley; asimismo, realiza los servicios de impresión solicitados por el sector público, personas jurídicas y naturales del sector privado.

## Historia
Durante el siglo XIX, en El Salvador circularon medios escritos del Gobierno con los nombres de Gaceta Oficial, La Gaceta, El Constitucional, o Boletín Oficial. El nombre definitivo de Diario Oficial fue establecido el 31 de diciembre de 1875, el cual aparecía diariamente, e incluía acuerdos, listas de aforos, o presupuesto público; además presentaba una síntesis de lo ocurrido en la semana, resumiendo los acontecimientos de mayor importancia, y una breve crítica al respecto.
En el 18 de marzo de 1891, durante la presidencia de Carlos Ezeta, fue aprobado por el poder ejecutivo el Reglamento de la Imprenta Nacional; el reglamento fue publicado en el Diario Oficial en el 20 de marzo.
En el 27 de octubre de 1919, durante la presidencia de Jorge Meléndez, el poder ejecutivo decretó un Reglamento General de la Imprenta Nacional; este reglamento fue publicado en el 18 de noviembre.
El año 1941 el Diario Oficial tuvo su reglamento interno, y en 1953 fue publicada también la respectiva tarifa. Para 1973 fue realizada una importante reforma administrativa, por la cual pasó a formar parte de la Imprenta Nacional como uno de sus departamentos. El 15 de diciembre de 2010, se dio a conocer la digitalización del Archivo Histórico del Diario Oficial entre los años 1847 y 2002, mediante convenio del Ministerio de Gobernación —entidad de la que es parte la Imprenta Nacional— y la Asociación Bancaria Salvadoreña. Dicho trabajo constituyó a El Salvador, como el primer país de la región centroamericana en contar con una versión histórica digitalizada de una publicación oficial.

## Diario Oficial
Entre algunos de los documentos que deben aparecer en el Diario Oficial de El Salvador; por disposición de las leyes de este país, se encuentran:
- Leyes emanadas de la Asamblea Legislativa de El Salvador; de acuerdo al artículo al 140 de la Constitución del país: "Ninguna ley obliga sino en virtud de su promulgación y publicación. Para que una ley de carácter permanente sea obligatoria deberán transcurrir, por lo menos, ocho días después de su publicación. Este plazo podrá ampliarse, pero no restringirse".[6]
- Acuerdos de tasas o contribuciones aprobados por los Concejos Municipales (art. 204 Cn.);
- Resoluciones del Consejo de Ministros comunicadas al Presidente de la Corte de Cuentas, que ratifiquen la decisión del Presidente de este organismo acerca de la violación de alguna ley o reglamento, comunicada a un funcionario del Órgano Ejecutivo (art. 197 Cn.);
- Edictos de los jueces de la materia civil, que citan a todos los que se crean con derecho a una herencia, después del nombramiento de los administradores y representantes de la sucesión (art. 1163 Código Civil);[7]
- Declaratoria de la herencia yacente (art. 1164 C. C.);
- Noticia de la apertura de la sucesión por parte de los herederos o sus representante legales (art. 1194 C. C.);
- Citación a quien se considera desaparecido, previo a la declaratoria de presunción de muerte (art. 80 C. C.);
- Acuerdo de aumento de capital social de una sociedad mercantil (art. 30 Código de Comercio);[8]
- Aviso de la solicitud de registro de una marca ante el Registro de la Propiedad Intelectual (art. 15 de la Ley de marcas y otros signos distintivos);[9]